# 山崎琢磨
山崎 琢磨（やまさき たくま、2003年11月6日 - ）は、大阪府大東市出身のプロ野球選手（投手・育成選手）。右投左打。福岡ソフトバンクホークス所属。

## 経歴

### プロ入り前
大東市立住道南小学校時代から「オール住道」で軟式野球を始め、大東市立住道中学校では「門真ビッグドリームス」に在籍する。
高校は中学時代の先輩の勧めもあり、島根県江津市の石見智翠館高校に進学。3年生の夏の第103回全国高等学校野球選手権島根大会決勝では、ノーヒットノーランを達成し甲子園出場を果たす。甲子園では初戦の対弘前学院聖愛戦において3失点完投で勝利し、準々決勝に進出するも智弁和歌山に敗れる。
2021年10月11日に行われたプロ野球ドラフト会議にて、福岡ソフトバンクホークスから育成選手ドラフト7巡目指名され、11月14日、支度金300万円、年俸360万円（金額は推定）で契約合意に達した。背番号は148。

### プロ入り後
2022年、7月7日に横浜市内の病院で右肘関節内側側副靱帯再建術（トミー・ジョン手術）を受けたことが発表された。それにより二軍公式戦で登板はなく、三軍戦では5試合の登板にとどまる。
2023年、前年の手術の影響から、二軍公式戦、三軍・四軍戦ともに登板はなかった。
2024年、3月に実戦復帰を果たす。三軍・四軍戦に計31試合登板し、62回2/3を投げて防御率3.88の成績を挙げた。シーズン終了後にはみやざきフェニックス・リーグでの登板機会も得られた。

## 選手としての特徴
140km/h台の速球とカットボールが武器の大型投手。

## 詳細情報

### 背番号
- 148（2022年[8] - ）

### 登場曲
- 「DIFFICULT」guca owl（2023年 - ）
- 「Walk This Way」ZORN（2023年 - ）